# Доісторична Україна
Доісторичний період на теренах України тривав досить довго — від появи перших людських істот приблизно 1 млн. років тому аж до часів, коли на узбережжя Чорного моря поширилася давньогрецька цивілізація у вигляді грецьких колоній-полісів і поселень та терени України (південну частину) починає згадувати в письмових пам'ятках Геродот, який звернув увагу на понтійські степи на початку V ст. до н. е., докладно описуючи землю, звичаї та суспільство скіфів зі слів мандрівників. 

## Палеоліт (1 млн. років тому — 10 тис. років тому)
- див. також: Кам'яна доба

### Ранній та середній палеоліт

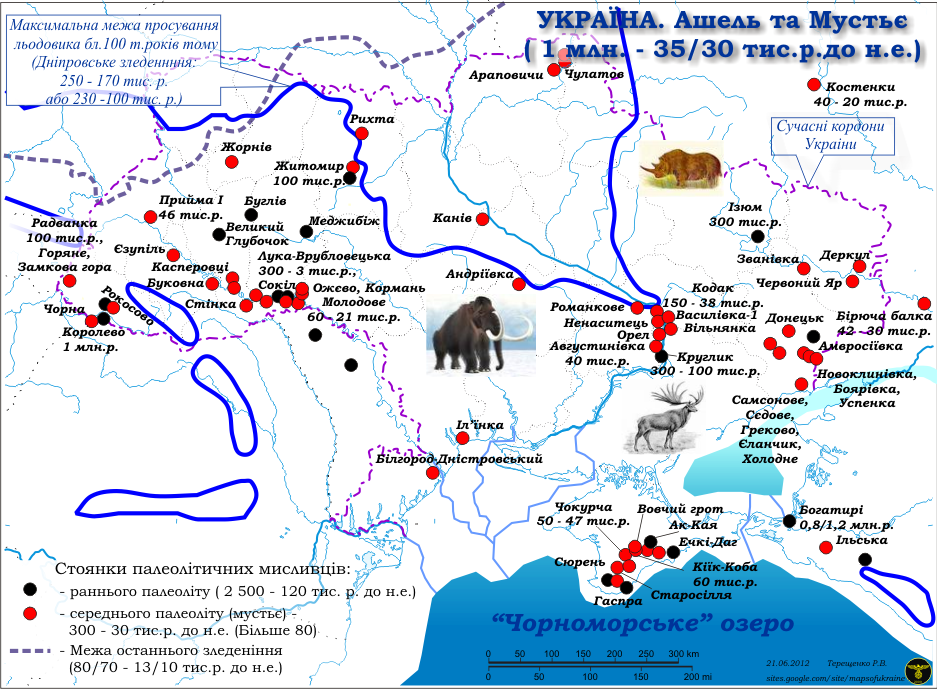
Ранній та середній палеоліт України

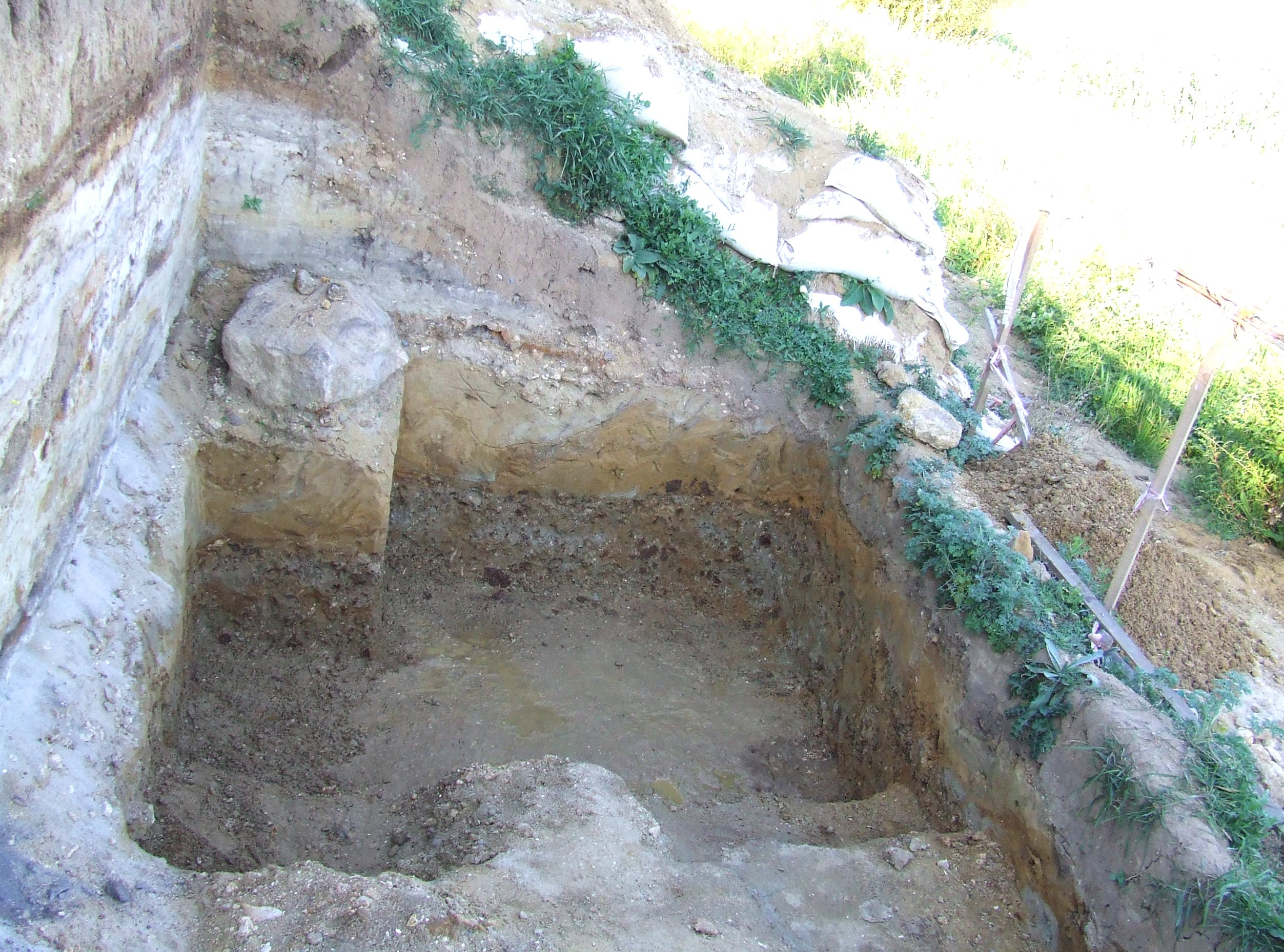
Розкопки поселення нижнього палеоліту (понад 400 тис.р.) на околиці села Меджибіж (Хмельницька область), 2016 рік. Найсхідніше в Європі науково засвідчене місце перебування людини доби палеоліту.

Існують такі основні думки про напрями заселення України: західне (з Центральної Європи) та східне (з Кавказу). Найбільш виваженим і переважно одностайно визнаним, є припущення про центральноєвропейське походження індустрій із двобічними формами та про південно-західне (балканське) походження левалуа-мустьєрських індустрій.
Відповідно до новітніх досліджень, палеоліт України поділяється на три послідовні фази розвитку:
- нижній або ранній (1 млн. — 300 тис. років тому);
- середній (300 — 40 тис. років тому);
- верхній або пізній (40 — 10 тис. років тому).[1]

Рання межа нижнього палеоліту визначається на підставі геохронологічного положення найдавніших вірогідних пам'яток Закарпаття. Умовна межа між раннім і середнім палеолітом регіону проводиться на рівні близько 300 тис. років тому між міндель-рисом (кінцева фаза якого OIS 9) і рисом (OIS 8). Таке положення умовної межі обґрунтовується археологічно підтвердженим впровадженням і поширенням леваллуазьких технологій, перших безсумнівно ймовірних технологій, які вимагали від майстра усвідомлення мети, розуміння причин і передбачення наслідків.
В термінології геостратиграфії четвертинних відкладів України, нижній і середній палеоліт посідає верхній еоплейстоцен і значну частину неоплейстоцену. Нижній палеоліт регіону співвідноситься з приазовським — тилігульським/потягайлівським горизонтами української схеми (Gozhik et al. 2001) або з OIS 23-12/9. Середній палеоліт співвідноситься з тилігульським/потягайлівським — вітачівським горизонтами української схеми (OIS 12/9-3). Водночас мустьєрський етап стосується часу після останнього міжльодовиків'я (OIS 5d-3; тясминський — вітачівський горизонти (Gozhik et al. 2001)). Час стадії OIS 3 (вітачівський горизонт) відзначається співіснуванням середньо- і верхньопалеолітичних пам'яток. Найпізніші середньо-палеолітичні пам'ятки ймовірно існували аж до початку OIS 2 (бузький горизонт).
Кліматичні та ландшафтні умови протягом плейстоцену відзначалися переміжним чергуванням холодних та теплих періодів. Відкриті простори на схід від Карпатських гір не відчували пом'якшувального впливу Атлантики, клімат тут завжди був більш виразно континентальним. Величина і тривалість снігового покриву істотним чином впливали як на розподіл ареалів ссавців, так і на досяжність кам'яної сировини. Неодноразові зміни клімату відбивалися на ареалах, кількісному і якісному складі рослинних та тваринних спільнот, і, відповідно, на можливостях первісної людини в забезпеченні біологічними і мінеральними ресурсами.
Простежується виразне збільшення числа пам'яток у тепліші періоди. Це притаманно і для стоянок нижнього палеоліту, і для ранніх пам'яток середнього палеоліту. З часу останнього міжльодовиків'я зв'язок між екологічними умовами і поширенням палеолітичних пам'яток набирає іншого вигляду. Спостерігається скорочення ареалів поширення пам'яток у посушливі й холодні періоди (OIS 5d, OIS 4) і, навпаки розширення цієї території в тепліші відрізки часу (OIS 5с-а, OIS 3).
Основу життєзабезпечення в нижньому і особливо в середньому палеоліті становили тваринні запаси. До числа життєво-необхідних ресурсів слід відносити також і мінеральні джерела у вигляді родовищ кам'яної сировини. Територія України багата на її поклади, однак їх просторовий розподіл далеко не рівномірний. Дуже важливі для палеолітичної людини мінеральні ресурси, особливо багаті в Закарпатті, в долині Дністра, на півночі і північному сході України, в Криму. Первинні поклади сировини майже відсутні в басейнах Середнього і Нижнього Дніпра та Південного Бугу — винятком є так звані кремені кристалічного щиту поблизу р. Велика Вись, притоки Південного Бугу. Вторинні поклади-зосередження крем'янистих порід пов'язані з алювіальними відкладами в долинах великих річок (Дністер, Південний Буг, Дніпро, Десна, Сіверський Донець). Таким чином, досяжність усталених покладів крем'яної сировини в первинному заляганні, була просторово звуженою протягом всього плейстоцену і це накладало істотні обмеження на хід розселення і освоєння земель. Просторовий розподіл передбачувано найбільш надійних і досяжних джерел сировини, здебільшого збігається з місцями розташування більшості територіальних угруповань середньо-палеолітичних пам'яток.
Існують певні закономірності в територіальному поширенні видів промислової мегафауни. Особливості кримського, волино-придністровського, середньо-дніпровського і степового ареалів зберігають своє значення і для пізнього етапу середнього палеоліту. Варіабельність (змінність) просторового поширення фауни свідчить насамперед про сталий взаємозв'язок між ландшафтно-кліматичними особливостями територій і тваринами, для життєдіяльності яких ці особливості були найбільш прийнятними.
Труднощі в забезпеченні харчовими біоресурсами також зумовлювалися всеосяжними і сезонними кліматичними змінами, що призводило до міграцій та зміщення ареалів поширення тварин. Істотними є три чинники: ландшафтний, континентальності клімату, і снігового покриву. Ландшафтний чинник виявляв себе в дихотомії нерівного і рівнинного ландшафту; водночас перший тип ландшафту, завдяки своїй мозаїчності, був продуктивнішим, отже привабливішим для давнього населення. Чинник континентальності клімату проявлявся в різкості перепадів добових і річних циклів температур, тривалості і суворості зим; континентальність клімату знижувалася в західному і південному напрямках. Привабливішими для тварин, і, відповідно, для первісного населення були місця з менш контрастним кліматичним режимом. Чинник снігового покриву, безпосередньо пов'язаний із вологістю клімату, виявлявся в таких властивостях як потужність, тривалість тримання і щільність; його дія посилювалася у напрямку на північ і схід. Всі чинники значною мірою змінювали ареали поширення і склад мегафауни. Найбільш затишними, отже-й, найбагатшими на біоресурси були зони нерівного ландшафту передгір'їв і, загалом, крайній південь та західні землі України. Ці ж території відзначалися великими запасами якісної кам'яної сировини, зосередженими у первинних покладах.
Найважливішим нижньо-палеолітичним розташуванням є Королеве в Закарпатті, чотири найдавніші культурно-хронологічні комплекси якого (VIII, VII, VI, V-с) на підставі геохронологічної позиції і техніко-типологічних особливостей кам'яної індустрії стосуються нижнього палеоліту. Загальні хронологічні рамки існування VIII/V-с культурно-хронологічних комплексів Королевого визначаються гюнцем (VIII-й комплекс) і міндель-рисом (V-с комплекс). Подібні королівським, нижньопалеолітичні матеріали виявлено також у поверхневих зборах біля сіл Рокосове і Малий Раковець (Закарпаття). З часом міндель-риського міжльодовиків'я дотичні знахідки в похованому алювії лівої притоки Південного Бугу біля Меджибожа в Хмельницькій області. Хоча кам'яні вироби тут поодинокі, місце-знаходження є важливим, оскільки надійно засвідчує перебування давніх гомінід у межах Дністровського басейну. У цій місцевості відома також низка культурних стоянок з матеріалами архаїчного вигляду, що зібрані у сучасному алювії Дністра (Лука-Врублівецька І, ІІ) (Борисковский 1953; Гладилін 1985; Праслов 1984). До числа нижньопалеолітичних пам'яток, виходячи з техніко-морфологічних рис кам'яного інвентарю і загальних геоморфологічних умов знахідок, відноситься кілька місць на поверхні давніх річкових і морських терас (місцезнаходження типу Ечкі-Даг і Гаспра в Криму, Непоротове VI, Бабин І, Буківна IV на Дністрі;. Олдувайський вигляд колекцій кримських місцезнаходжень дає певні підстави вважати їх найдавнішими на теренах країни.
Заселення території України
Виходячи з лакунарного способу хронологічного та просторового поширення пам'яток, немає жодних підстав розглядати заселення території як безперервний процес, який відзначався одноразовим проникненням, а надалі поступовим зростанням кількості населення та розширенням освоєних територій. Навпаки, є підстави вважати, що хід заселення території України в нижньому і середньому палеоліті був переривчастим та мав ознаки множинних прибуттів і відтоків населення. Головним чинником, який зумовлював переривчастість та вибірковість освоєння території, виступають екологічні зміни, які обмежували доступність біологічних та мінеральних запасів. Зміни в чисельності та доступності ресурсів життєзабезпечення безпосередньо впливали і на демографічні показники заселення. Відмінність фізичного типу носіїв нижнього і середнього палеоліту, також не дає підстав стверджувати про безсумнівну наступність нижньо- та середньо-палеолітичного населення.
Перше проникнення носіїв найдавніших індустрій на територію Східноєвропейської рівнини і в Крим відбулося близько 1 млн. років тому. Первісне населення могло проникати сюди через Балкани, з території Малої Азії та Закавказзя, та з північного заходу — з Центральної Європи. Типологічний вигляд галькових індустрій, відкритих на високих морських терасах Криму не суперечить ймовірній ео- чи нижньо-плейстоценовій епосі. На користь можливості проникнення населення крізь терени Центральної Європи свідчить зосередженість імовірно найдавніших пам'яток континентальної України на схід від Карпат у Подністров'ї (Буківна IV, Лука-Врублівецька, Бабин І, Непоротове VI, Меджибіж). Але цілком імовірним може бути і просування населення в басейн Подністров'я з півдня, вздовж Карпатських гір. Про це свідчить наявність досить численних древніх пам'яток на території сучасних Молдови та Румунії (Дубосари, Погребя, Бугіулешть, Басков, Бекулешть, Козарніка тощо). Скрутнішим є північно-східний напрямок заселення України: в обхід чорноморсько-каспійського озера із кавказького центру розселення гомінід. Досить ранні пам'ятки, вік яких оцінюється в 1,5-0,5 млн років (Богатирі, Цимбал, Ігнатенків Куток) є в Прикубанні, але на суміжних територіях України і Російської Федерації не лише не відомі подібні за віком пам'ятки, а й відрив у віці становить до 400 тис. років.
Поява на теренах Східної Європи перших носіїв справжніх верхньопалеолітичних технологій засвідчує початок у регіоні перехідного періоду від середнього до верхнього палеоліту. З цього часу в регіоні співіснують середньопалеолітичні і верхньопалеолітичні індустрії, а також архаїчні індустрії перехідного періоду. Симбіотичні     ознаки останніх, є імовірним відбиттям процесів культурної «мутації» і утворюються як наслідок взаємодії між місцевим населенням і прийшлими людьми сучасного фізичного вигляду. Кінець перехідного періоду позначається часом найпізніших середньопалеолітичних пам'яток.
Підтверджено приклад співіснування всіх чотирьох різновидів кримського мустьє між собою і, принаймні, з частиною локальних ранніх верхньопалеолітичних індустрій;). Цілком ймовірно, що деякі середньопалеолітичні індустрії півострова (мікок типу Ак-Каї і левалуа-мустьє) доживають до дуже пізнього часу. Відсутність верхньопалеолітичних стоянок між 28 і 18 тис. років тому і, навпаки, наявність середньопалеолітичних пам'яток, що заповнюють цей проміжок, дозволяє уточнити уявлення про перебіг переходу до верхнього палеоліту на теренах Криму. Перша хвиля проникнення на півострів носіїв верхньопалеолітичних індустрій між 32 і 28 тис. років тому не завершилася зміною середнього палеоліту верхнім і не привела до появи місцевих симбіотичних індустрій. Перехід до верхнього палеоліту достеменно описується моделлю заміщення, але остаточна зміна населення відбулася близько 20 тис. років тому. Після 40 тис. років тому Крим припустимо визначати як неандертальський рефугіум.
Такий плин розвитку припускає мирне співіснування неандертальського і кроманьйонського населення протягом, принаймні, кількох тисячоліть у межах територіально обмеженого ареалу. Археологічні дані надають деякі докази на користь такого припущення. Так, нижні оріньяцькі горизонти Сюрені І, датовані близько 28-29 тис. років тому, містять обов'язкову домішку середньопалеолітичних виробів, що можна розцінювати як свідчення не ворожого співіснування між архаїчними і сучасними людьми.

### Верхній палеоліт

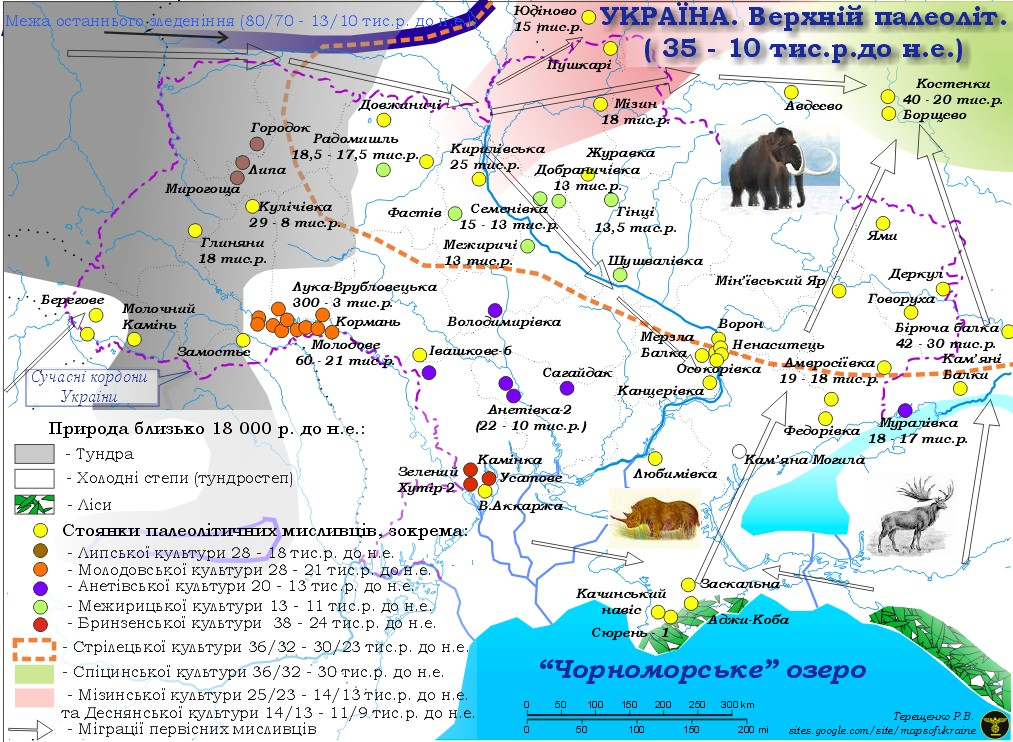
Пізній (верхній) палеоліт на теренах України

Верхній палеоліт України невід'ємно пов'язаний з індустріями Південно-Східної Європи.
Багаторічні дослідження з'ясували, що в добу верхнього палеоліту територія України була заселена надзвичайно щільно: загальна кількість населення становила тут близько 60 тис. осіб. На сьогодні в її межах відомо близько 800 пам'яток даного історичного періоду, де виявлені неповторні господарсько-побутові комплекси з залишками жител із кісток мамута, крем'яними та кістяними знаряддями, зразками первісного мистецтва тощо. Разом із тим антропологічні матеріали з верхньопалеолітичних розташувань України, мають украй невиразний характер (уламки людських черепів і зубів із Чулатово І, Новгород-Сіверського, Анетівки II, Пушкарів, Мізина; уламки плечових кісток з Новгород-Сіверського та Кормані IV і кістки лівої ноги з поселення Городок II), що не дає змоги відтворити морфологічні риси творців матеріальної та духовної культури цього періоду.
Певне уявлення про антропологічний тип верхньопалеолітичної людності України дають знахідки в інших регіонах Східної Європи: Подонні (Костенки) та на Клязьмі (Сунгир).
Отже, антропологічний склад неоантропів Східної Європи був неоднорідним. Це пояснюється кількома обставинами, а саме: поліморфізмом верхньопалеолітичної людності; міграціями первісних колективів із досить віддалених територій; змішуванням прийшлих та місцевих груп, серед яких, очевидно, були й нащадки носіїв мустьєрських і оріньякських звичаїв.

## Мезоліт (10 тис. років тому — 7 тис. років тому)
Зачин голоцену в Наддніпрянщині збігся з початком нової історичної доби — мезоліту, або середньої кам'яної доби. В нових кліматично-географічних умовах первісні громади опанували й нові форми господарювання. Зникли мамути, а з ними й колективне загінне полювання, яке донедавна становило основу життєдіяльності людей. Це спонукало мисливців мезолітичної доби до самостійного пошуку здобичі й винаходу лука — далекобійної зброї, що мала неабияку вбивчу силу. Так, на стоянці Ігрінь І поблизу Дніпра знайшли хребець бізона, відросток якого пробито кістяним наконечником стріли наскрізь.
На теренах України на сьогодні відомо понад 300 мезолітичних розташувань. Серед них — і довгочасні поселення з залишками осель, де могли мешкати від 50 — 60 до 100–150 осіб, і короткотривалі стоянки, і поодинокі поховання, і колективні родові некрополі.
Уперше скелети людей мезолітичної доби були знайдені в Криму: в гротах Фатьма-Коба, де був похований чоловік зрілого віку, та Мурзак-Коба, де виявлено парне поховання — чоловіка зрілого віку та жінки 20 — 23 років. Дослідження показали, що всі вони відзначаються доліхокранією, широким обличчям, різко випнутим носом. Ці риси були властиві носіям так званого протоєвропейського, або пізньокроманьйонського, типу (Г. Дебець). Цікаво, що «мурзак-кобинець» мав неправильний, «східчастий» прикус зубів, наслідком якого є випинання вперед нижньої щелепи. Висловлювалося припущення, що це — не природжена, а набута за життя ознака, пов'язана з давнім чинбарним виробництвом: для надання шкіряним ременям міцності й еластичності, їх протягом тривалого часу жували. Це спричинювало стирання верхніх різців і утворення неправильного прикусу.
Між мезолітичними племенами Наддніпрянщини існували напружені стосунки і відбувалися часті збройні сутички. Ймовірною причиною таких взаємин була неоднорідність етнічного складу цих племен. Дані висновки добре узгоджуються з підсумками антропологічних досліджень.
Зусиллями Г. Дебеця, Т. Кондукторової, І. Гохмана доведено, що в добу мезоліту в Дніпровському Надпоріжжі мешкали представники трьох антропологічних типів: давньосередземноморського, протоєвропейського та змішаного, який утворився внаслідок їх метисації.
Давньосередземноморський тип представлений у найдавнішому могильнику поблизу с. Волоське.
Протоєвропейський тип властивий небіжчикам із Василівки І і частині небіжчиків із Василівки III, похованим у зібганому положенні. Вони визначаються високим зростом, доліхокранією, високою мозковою коробкою, значним розвитком рельєфу, широким обличчям, середньої ширини носом, що добре виступає з площини лиця. Подібні морфологічні ознаки були поширені серед мезолітичної людності Центральної та Північної Європи (могильники Гоєдик у Франції, Лепинський Яр у Подунав'ї, Звейнеки в Латвії, Оленячий Острів у Карелії, Попово в Росії), генетичні джерела якої сягають пізнього палеоліту.
У кінцевому палеоліті в лісостеповій та степовій зонах України з'явилися вихідці з Верхнього та Середнього Дніпра, які, очевидно, мали риси протоєвропейського типу. Вони витіснили з Надпоріжжя місцеву людність — носіїв культури Східного гравету Причорномор'я, яким був властивий давньосередземноморський тип. У пониззі Південного Бугу, на Інгулі та у Приазов'ї прибульці змішалися з місцевими племенами (Л. Залізняк). Наслідком цих подій, пов'язаних із утворенням кукрекської мезолітичної культури, була поява нового антропологічного типу, що відзначається доліхокранією, помірно широким обличчям, середнім за шириною носом. Він представлений невеликою низкою випростаних кістяків могильника Василівка III (7 поховань).
Процес виникнення антропологічного складу мезолітичної людності Наддніпрянщини тривав тисячоліття: міграційні хвилі накочувалися то з півночі, то з півдня, то з заходу, то зі сходу, аж поки північноєвропеоїдний (протоєвропейський) тип не став переважати у цьому регіоні.

## Неоліт (бл. 6 тис. років до н. е. — бл. 4 тис. років до н. е.)
Правобережжя України перейшло до неоліту синхронно з Центральною Європою внаслідок колонізації найдавнішими неолітичними землеробами з Подунав'я у VI-V тис. до н. е. А в V-IV тис. до н. е. неолітичні новації Правобережжя поширилися на північ у Полісся та на схід та пд-сх України.

## Мідно-кам'яна доба (бл. 4 тис. років до н. е. — бл. 3 тис. років до н. е.)
Найвідомішою культурою доби енеоліту в Україні є Трипільська культура (у Молдавії та Румунії має назву Кукутень), яка зародилася у Румунії наприкінці неоліту, звідки поступово поширилась на терени Молдови, Поділля і прилеглих земель — аж до Дніпра на північному сході і Стира на північному заході. Майже одночасно з просуванням трипільців утворювались регіональні варіанти їхньої культури.
Інші відомі культури енеоліту:
На заході:
- Лендел (Зимно-Злота)
- Лійкоподібних кубків (лійчастого посуду),
- Полгар (Закарпаття)
- Болград-Алдень (різновид Гумельниці на Нижньому Дунаї)

На півночі:
- Дніпро-Донецька неолітична (залишки у Поліссі)
- Ямково-гребінцевої кераміки (Лівобережжя)

На півдні (степ):
- Скелянська,
- Середньостогівська (стогівська),
- Деріївська,
- Квитянська (післямаріупольська),
- Нижньомихайлівська,
- Животилівсько-волчанська група,
- Репінська,
- Кримський енеоліт

## Бронзова доба (XXV— VIII ст. до н.е.)

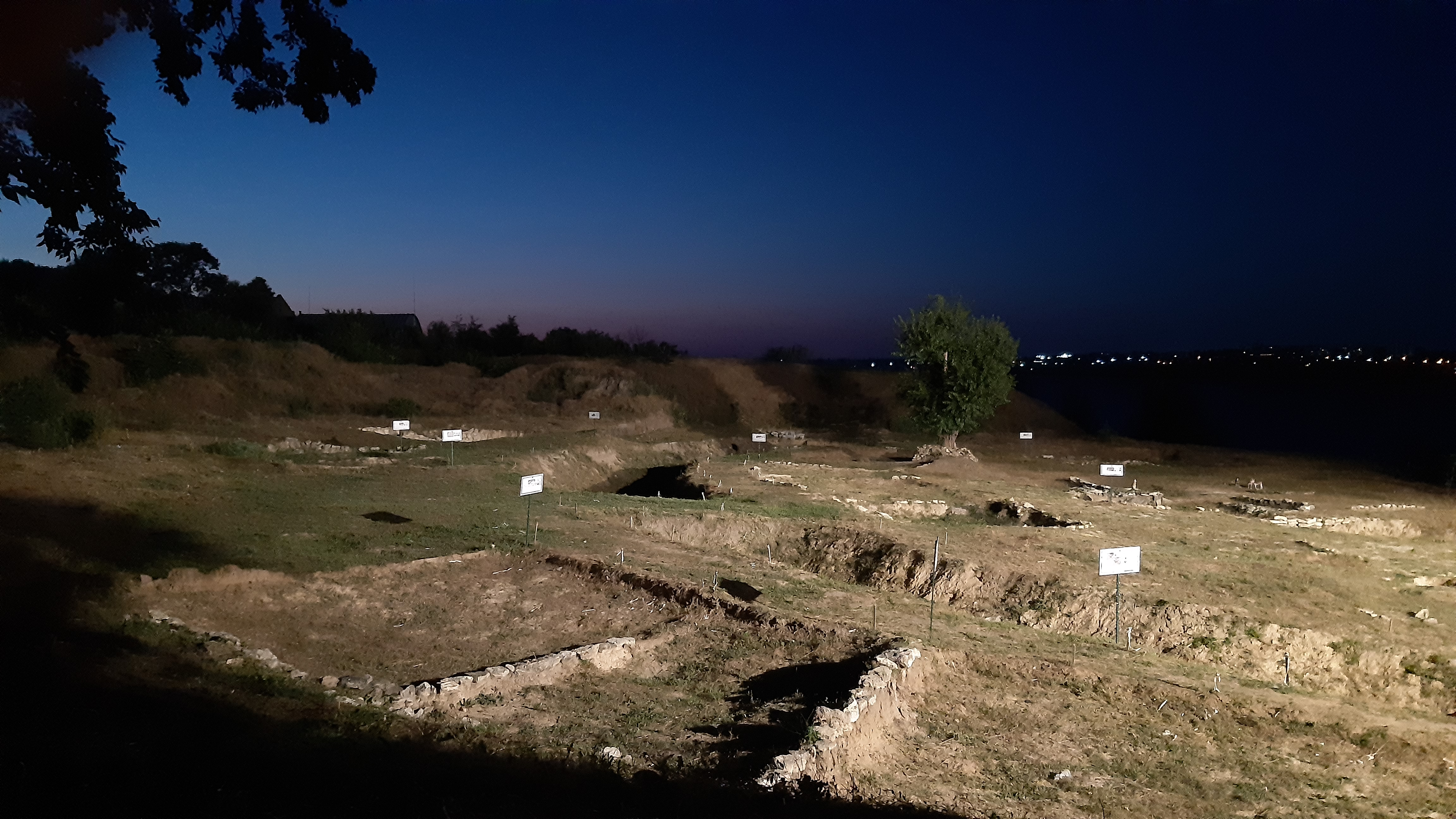
Городище Дикий сад (1250–900 р.р. до н. е.), Миколаїв.

Археологічні культури бронзової доби на території України:
- Давньоямна (Ямна) культурно-історична область — друга половина III тис. до н. е. (Подніпров'я-Подоння-Поволжя, виокремлюють 9 регіональних варіантів, зокрема у сучасній Україні з них — 6, а також іноді вирізняють Репінську культуру і пам'ятки типу Пивихи на Лівобережжі). З представниками цієї спільноти поєднують друге велике вторгнення скотарів на Балкани і пов'язане з цим велике переселення народів.
- Городсько-здовбіцька (шнурової кераміки) — остання чверть III - перша чверть II тис. до н. е.
- Катакомбна культурно-історична область — XX–XVI
  - Дніпро-азовська катакомбна — кінець III — початок II тис. до н. е.
  - Донецька катакомбна — перша чверть II тис. до н. е.
  - Середньодонська катакомбна — XIX–XVI ст. до н. е.
  - Інгульська — XIX–XVII ст. до н. е.
- Середньодніпровська (шнурової кераміки) — XX–XV ст. до н. е.
- Ниршег-Затин — XIX–XVII ст. до н. е.
- Підкарпатська (шнурової кераміки) — XIX–XVI ст. до н. е.
- Почапська — XIX–XVI ст. до н. е.
- Стжижовська — XVIII–XVI ст. до н. е.
- Мар'янівська — XVIII–XII ст. до н. е.
- Багатоваликової кераміки — друга половина XVII–XV ст. до н. е.
- Отомань — XVII–XIV ст. до н. е.
- Зрубна — XVI–XII ст. до н. е.
- Східнотшинецька — XVI–XI ст. до н. е.
- Городище Дикий сад (1250–900 р.р. до н. е.), Миколаїв.Комаровська — XV–XII ст. до н. е. (вважається праслов'янською)
- Сабатинівська — XIV–XII ст. до н. е.
- Станівська — XIV–XII ст. до н. е.
- Ноа — XII–XII ст. до н. е.
- Білогрудівська-XII-Х ст. до н. е.
- Білозерська — XII-Х ст. до н. е.
- Бондарихінська-XII-VIII ст. до н. е.
- Гальштатська — XII–V ст. до н. е.
- Чорноліська рання — XI–IX ст. до н. е. (вважається праслов'янською)
- Лебедівська — XI–VIII ст. до н. е.
- Гава-Голігради — XI–VIII ст. до н. е.

## Залізна доба
Див. також: Рання залізна доба на території України
Доба раннього заліза (I тис. до н.е. - V ст. н.е.) була важливою віхою в історії народів Європи. Саме тоді почалася перша "глобалізація" в межах Євразії - племена степу, перейшовши до кочування, були медіаторами культурних контактів вздовж пояса степів, а елліни на півдні сучасної України (з'явились у 2 пол. VII ст. до н.е.) принесли передові відкриття античної цивілізації. Цю динаміку підсилювали контакти з племенами лісової зони, фракійцями та германцями Центральної Європи.
Величезну увагу дослідників залізної доби прикуто до скіфського періоду (VIII - VII ст. до н.е.). Основну увагу серед об'єктів сарматського періоду (II - V ст. н.е.) до окупації Криму привертали пам'ятки Кримської Скіфії.
Археологічні культури залізної доби на території України:
- Лужицька (Захід)
- Висоцька (Захід)
- Гава-Голіград (Захід)
- Кизил-Коба (Крим і південь)
- Кімерійська (Степи)
- Чорноліська (пізня) (Захід і центр; М.Гімбутас вважає її праслов'янською)
- Скіфська (Степи і лісостепи)
- Юхнівська (Північ)
- Милоградська (Північ)
- Підгірцевський тип Милоградської культури (Київщина)
- Ла-Тен (місцевий різновид; Закарпаття)
- Зарубинецька (Київщина, Стародубщина, Полісся, Поділля)
- Сарматська (Степи)
- Липицька (Галичина)
- Пізньоскіфська (Крим і Пониззя Дніпра)
- Черняхівська

## Дивись також
- Преісторія
- Археологія в Україні
- Найдавніша історія Північного Приазов'я